# Panamerikanische Spiele 2023/Handball
Bei den Panamerikanischen Spielen 2023 in der chilenischen Hauptstadt Santiago de Chile fanden vom 24. Oktober bis 4. November 2023 im Handball zwei Turniere statt, davon je eines bei den Männern und bei den Frauen. Austragungsort war das Gimnasio Polideportivo de Viña del Mar.
Die jeweiligen Sieger qualifizierten sich für die Olympischen Spiele 2024 in Paris. In beiden Turnieren trafen im Finale die Mannschaften Argentiniens und Brasiliens aufeinander. Während sich bei den Frauen Brasilien durchsetzen konnte, gewann bei den Männern die Auswahl Argentiniens.

## Bilanz

### Medaillenspiegel
| Platz  | Land        | Gold | Silber | Bronze | Gesamt |
| ------ | ----------- | ---- | ------ | ------ | ------ |
| 1      | Argentinien | 1    | 1      | —      | 2      |
| 1      | Brasilien   | 1    | 1      | —      | 2      |
| 3      | Chile       | —    | —      | 1      | 1      |
| 3      | Paraguay    | —    | —      | 1      | 1      |
| Gesamt | Gesamt      | 2    | 2      | 2      | 6      |

### Medaillengewinner
| Disziplin | Gold | Silber | Bronze |
| --------- | --- | --- | --- |
| Männer    | ArgentinienMariano Cánepa Leonel Maciel Juan Bar Santiago Baronetto Nicolás Bonanno Federico Gastón Fernández Nicolás Bono Pedro Martínez Camí Gaston Mouriño Federico Pizarro Ignacio Pizarro Diego Simonet Pablo Simonet Pablo Vainstein James Lewis Parker Guillermo Fischer Lucas Moscariello | BrasilienJoão Pedro Silva Leonardo Abrahão José Guilherme de Toledo Rogério Moraes Ferreira Rangel da Rosa Matheus da Silva Leonardo Dutra Haniel Langaro Leonardo Terçariol Rudolph Hackbarth Hugo Monte Gustavo Rodrigues Jean-Pierre Dupoux Thiagus Petrus Thiago Ponciano Fábio Chiuffa | ChileSebastián Ceballos Gutiérrez Emil Feuchtmann Pérez Erwin Feuchtmann Pérez Esteban Salinas Muñoz Felipe Maurin García Benjamin Illesca Leiva Vicente González Parra Rodrigo Salinas Muñoz Matías Paya Matus Daniel Ayala Carrasco Danilo Salgado Fuentes Cristián Moll Ramírez Aaron Codina Vivanco Francisco Ahumada Collado Víctor Donoso Andalaft Sebastián Pávez Montecinos |
| Frauen    | BrasilienGabriela Moreschi Bruna de Paula Mariane Fernándes Tamires Araújo Ana Paula Rodrigues Belo Larissa Araújo Adriana Cardoso Giulia Guarieiro Francielle da Rocha Marcela Arounian Jhennifer Lopes Patrícia Matieli Renata Arruda Mariana Costa                                             | ArgentinienMarisol Carratú Sofia Rivadeneira Manuela Pizzo Ayelén García Rocio Campigli Luciana Mendoza Fatima Rosalez Giuliana Gavilán Malena Cavo Macarena Gandulfo Elke Karsten Carolina Bono Micaela Casasola Lucia Dalle Crode                                                         | ParaguayFátima Acuña Ada Misknisch Fernanda Insfrán Kamila Rolon Karina dos Santos Kiara Vergara Camila Feschenko Delyne Leiva Fátima Ocampos María Paula Fernández Belinda Bobadilla Maggie Lugo María Espinoza Jazmín Mendoza |

### Platzierungen
| 1. | Brasilien   | qualifiziert für die Teilnahme an den Olympischen Spielen          |
| 2. | Argentinien | qualifiziert für die Teilnahme am Olympia-Qualifikationswettbewerb |
| 3. | Paraguay    | –                                                                  |
| 4. | Chile       | –                                                                  |
| 5. | Puerto Rico | –                                                                  |
| 6. | Kuba        | –                                                                  |
| 7. | Uruguay     | –                                                                  |
| 8. | Kanada      | –                                                                  |

| 1. | Argentinien             | qualifiziert für die Teilnahme an den Olympischen Spielen          |
| 2. | Brasilien               | qualifiziert für die Teilnahme am Olympia-Qualifikationswettbewerb |
| 3. | Chile                   | –                                                                  |
| 4. | Vereinigte Staaten      | –                                                                  |
| 5. | Uruguay                 | –                                                                  |
| 6. | Kuba                    | –                                                                  |
| 7. | Mexiko                  | –                                                                  |
| 8. | Dominikanische Republik | –                                                                  |